# دونالد لويس شو
دونالد لويس شو (بالإنجليزية: Donald L. Shaw)‏ هو كاتب أمريكي، ولد في 1936 في رالي في الولايات المتحدة.